# 银腰犀鳕
银腰犀鳕（学名：[Bregmaceros nectabanus] 错误：{{Lang}}：文本有斜体标记（帮助））又名海鰗鰍、澳洲犀鱈，为犀鳕科犀鳕属的鱼类。分布于日本海南部、苏绿海、爪哇海、班达海、西南太平洋新赫布里底群岛、澳大利亚东西侧、印度洋北侧及东西侧和非洲西岸以及南中国海广州湾、北部湾及南沙群岛、台湾东北部东海等。该物种的模式产地在澳大利亚北部。